# Étienne Drouaux
Étienne Drouaux, quelquefois noté Estienne Droüaux, est un musicien et compositeur actif à Paris dans le dernier tiers du XVIIe siècle.

## Biographie
Étienne Drouaux est surtout connu comme auteur d’une méthode de plain-chant qui a joui d’un certain succès puisqu’on en connait une dizaine d’éditions parues entre 1672 et 1705. Cette méthode s’inscrit dans une vague de publications de méthodes nouvelles qui tendent à redonner des bases un peu sûres à la pratique du plain-chant. Mais il apparaît que Drouaux s’est largement inspiré de la méthode de Millet, en en gardant les éléments les plus pratiques et en éliminant les autorités anciennes qui l’encombraient.
Les seules sources qui le qualifient professionnellement sont les privilèges de l’édition de 1705 de sa méthode et du Cérémonial de 1707, où il est dit « Estienne Droüaux, maistre de musique à Paris ». Il faut croire qu’il n’était pas si obscur que ça puisqu’il figure tout de même dans le groupe de compositeurs qui mettent en musique les Hymnes de Santeuil, aux côtés de grands maîtres tels Henry Du Mont, Pierre Robert, Jean Mignon…
Toutefois, trois faits peuvent être rapprochés. Drouaux publie en 1672 la première édition de sa méthode chez Robert III Ballard. Ensuite, Vladimir Fédorov prétend qu’aux funérailles de Robert III Ballard (fin 1672), il fit chanter un De profundis à 5 voix et un Miserere à 6 voix de sa composition. Enfin, un « Drouaux » figure en 1700 dans la liste des neuf compagnons imprimeurs qui travaillent dans l’imprimerie de Christophe Ballard. Si l’on ajoute à cela qu’aucune des éditions de sa méthode ne lui donnent une quelconque affiliation ecclésiastique ni musicale, on peut supposer qu’il a passé la première partie de sa carrière (jusqu’en 1700 environ) comme compagnon imprimeur chez Ballard, probablement spécialisé dans la composition et la correction du plain-chant. Une homonymie est toujours possible, mais « Drouaux » est un nom extrêmement rare avec cette orthographe.

## Œuvres

### Méthodes de musique et de plain-chant

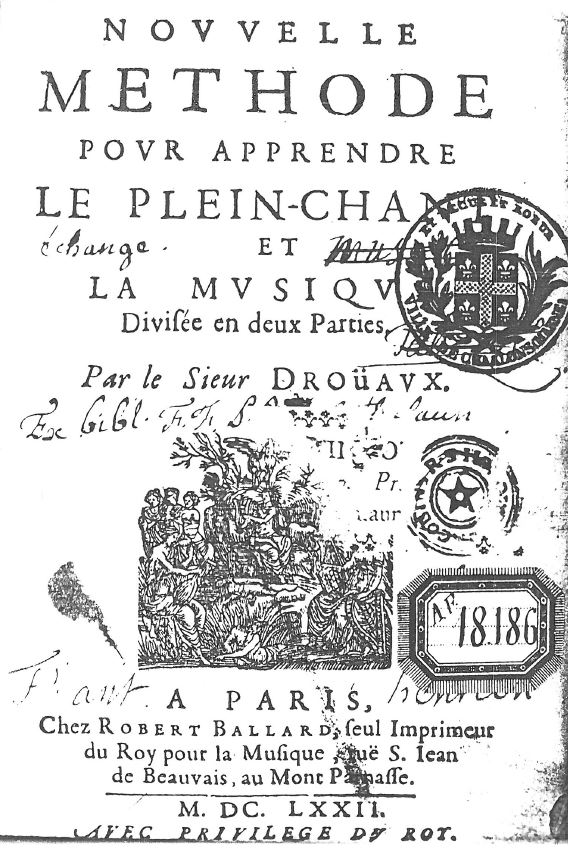
Page de titre de la Nouvelle méthode d'Étienne Drouaux (Paris, 1672). Châlons-en-Champagne BM.

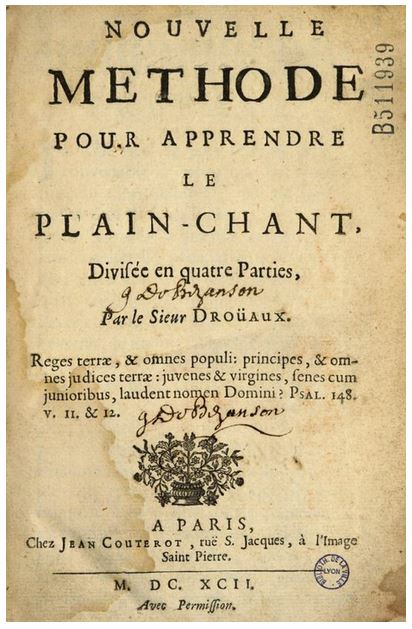
Page de titre de la Nouvelle méthode d'Étienne Drouaux (Paris, 1692). Lyon BM.

- Nouvelle méthode pour apprendre le plein-chant et la musique divisée en deux parties, Par le sieur Drouaux. - Paris : Robert III Ballard, 1672. 4°, 63-[1] p. Châlons-en-Champagne BM : AF 18186. Guillo 2003 n° 1672-C.

Cette édition, récemment découverte, a deux particularités par rapport aux suivantes : elle concerne à la fois le plain-chant et la musique, et elle est suivie par dix pièces latines (dont dix psaumes) à 4 voix sur les huit tons, et par dix psaumes à 2 v. sur les traductions d’Antoine Godeau.
- Nouvelle méthode pour apprendre le plain-chant, divisée en quatre parties. La I. enseigne la manière d'apprendre à chanter en peu de temps sans game ni muances. La II. fait connoistre les huit tons de l'Eglise et la manière de s'en servir en toutes sortes de fêtes. La III. enseigne la manière de garder le ton du chœur, l'intonation des antiennes les unes sur les autres, les accents ecclésiastiques, la manière de chanter les leçons, les chapitres, les oraisons, et tout ce qui regarde les matines, les laudes, les vespres et les petites heures. La IV. apprend à chanter les oraisons de la messe, les épîtres, les évangiles, les préfaces et tout ce qui en dépend. Tant pour l'usage de Rome que pour celuy de Paris et autres Diocèses. Par le sieur Drouaux. - Paris : Gilles Blaizot, 1674. 8°, 132 p. Lescat 1991 n° 7a, RISM B-VI p. 278, Mariolle $$ n° 22. Des exemplaires existent avec l’étiquette de Paris : Eloy Hélié, 1677. Angers BM, Paris BnF (Impr.) : V-25283, Paris BSG, London BL : B.1095, Valognes BM.

Une présentation de cette méthode par Xavier Bisaro se trouve ici.
- Idem, seconde édition. - Paris : Guy Caillou, 1679. 8°, 132p. Lescat 1991 n° 7b. Paris BnF.
- Idem, seconde édition. - Paris : Eloy Hélié, 1684. 8°, 132 p. Lescat 1991 n° 7c. Paris BnF (incomplet).
- Idem. - Paris : E. Chardon, 1685. Édition citée par La Fage 1855 p. 757 et d'après lui Lescat 1991 n° 7d.
- Nouvelle méthode pour apprendre le plain-chant, divisée en quatre parties. Par le sieur Drouaux. - Paris : Jean Couterot, 1692. 8°, 188 p. Lescat 1991 n° 7e. Paris BnF (Ars.) : 8-S-14439, Lyon BM : B 511939, Rouen BM.

Une présentation de cette méthode par Xavier Bisaro se trouve ici.
- Idem, troisième édition. - Paris, Christophe Ballard, 1687. Citée seulement par Fétis 1862, t. III p. 62, et d’après lui Lescat 1991 n° 7f.
- Nouvelle méthode pour apprendre le plain-chant divisée en trois parties. Par le sieur Drouaux. - Paris : Jacques Hérissant, 1690. 8°, 148 p. Avignon BM : 8° 22022, Paris BnF (Mus.) : RES VMD-117.
- Méthode nouvelle pour apprendre le plain-chant, divisée en quatre parties... par le sieur Droüaux... 4e édition. - Paris, N. Couterot, 1705. 8°, 144 p. Lescat 1991 n° 7g.  Paris BnF (Mus.) : VM8-257. Le privilège de cette édition cite nommément « Estienne Drouaux ».
- Méthode nouvelle pour apprendre le plain-chant, divisée en quatre parties... par le sieur Droüaux,... 4e édition. - Paris, S. Langronne, 1705. 8°, 144 p. Lescat 1991 n° 7h. Berlin SB, Nantes BM : 22127, Boston PL : M.205.31, Paris BnF (Impr.) : V-25284, Valognes BM : C 5372.

Les deux « Quatrième édition » forment probablement une édition unique, partagée entre Couterot et Langronne. Des catalogues anciens citent encore un tirage du nom du libraire Warin cette même année.

### Musique religieuse
- L’édition de 1672 de la méthode de plain-chant est suivie par dix pièces à deux voix, écrites sur les psaumes traduits par Godeau (Ps. 2, 30, 48, 54, 55, 56, 74, 97, 139, 140). Ces pièces ne se trouvent plus dans les éditions suivantes.

- La même édition de 1672 contient également dix pièces latines à 4 v : les psaumes 109, 112, 113, 115, 116, 131, 138, 147, le Magnificat et un Sancta Maria ora pro nobis.

## Liturgies

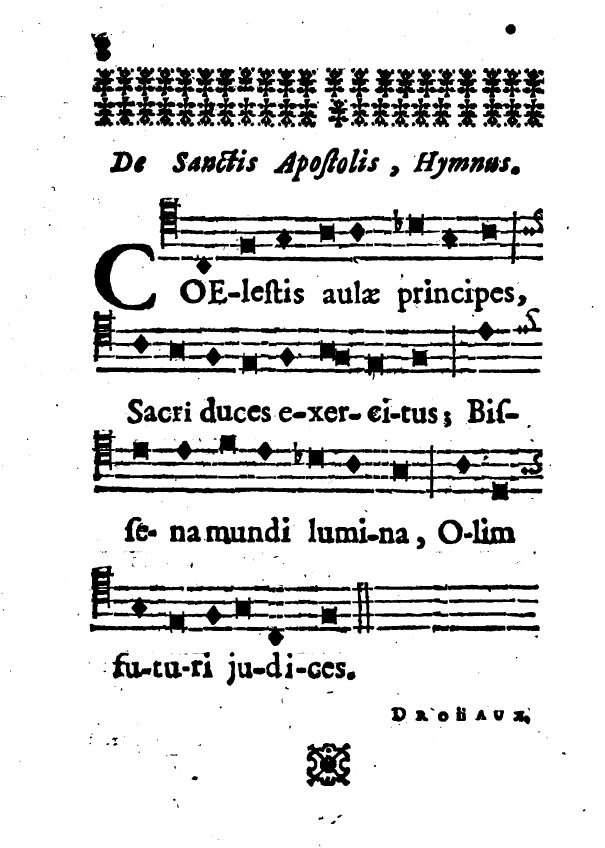
Une des hymnes composée par Drouaux sur les textes de Jean Santeul, 1698.

- Cérémonial ou la forme d'administrer les sacrements de confession, communion, & extrême-onction, aux malades dans les maisons religieuses ; avec la manière de les visiter, & de les consoler. Ensemble l'ordre des funérailles, avec l'office des morts, disposé & noté selon le rituel romain. Paris : chez Denis Pepié, 1706. 4°, 114-LIV-[2] p. Paris BnF (Mus.) : A-50040.

Ce volume contient p. 112-113 un Miserere mei Deus en faux-bourdon noté en plain-chant pour deux dessus, taille et basse, signé "Par Droüaux". L’approbation est datée du 13 décembre 1705, la permission d’imprimer accordée à Drouaux est du 2 mai 1706 ; enfin le privilège obtenu par « Estienne Droüaux maistre de musique à Paris » est cédé à l’imprimeur Pépié. L’original de ce privilège existe dans les registres de la Chambre syndicale de l’imprimerie et de la librairie à Paris, avec le même prénom.
- Trois hymnes en plain-chant (Vos sancti proceres, vos superum chori ; Cœlestis aulæ principes ; Fortes cadendo Martyres) sont publiées avec celles d’autres auteurs (Pierre Robert, Jean Mignon, Henri Du Mont, Chastelain...) dans les Hymni sacri et novi...  de Jean-Baptiste Santeul (Paris : Denis Thierry, 1698, sur Google Books).